# Lophoptera methyalea
Lophoptera methyalea là một loài bướm đêm trong họ Noctuidae.